# 森川絹枝
森川 絹枝（もりかわ きぬえ、1951年10月14日 - 2014年6月19日）は、日本の政治家、実業家。神奈川県愛甲郡愛川町長（1期）、愛川町議会議員（5期）を務めた。

## 概要
石川県生まれ。産能短期大学（現自由が丘産能短期大学）卒業。1991年、愛川町議会議員選挙に公明党公認で出馬し、初当選。以後5期20年にわたり愛川町議会議員を務め、町議会議長にも就任した。
2013年8月、公明党を離党。山田登美夫前町長の引退に伴う同年10月20日投開票の愛川町長選挙に自由民主党・公明党の推薦を受け、無所属で出馬。元愛川町議会議員で大学教員の山中正樹を1345票差で破り、当選した。公明党選挙対策委員会によれば国会議員、地方議会議員を問わず、地方自治体の首長選挙で自党の議員経験者が当選するのは全国でも史上初。また、愛川町史上初の女性町長であった。愛川町長就任後、会社経営の経験・ノウハウを生かし、愛川町の観光資源の町内外への発信や、観光客増や経済活性化を目指す部局横断型のマーケティング室の設置に取り組んだ。
2014年3月24日から、腰痛の悪化を理由に休暇を取得。森川が2月に副町長小野沢豊を退任させて以降、後任の副町長がまだ任命されていなかったため、愛川町は町長・副町長が不在のまま新年度を迎え、4月12日、森川が新たに内臓疾患の診断書を提出したため、総務部長が町長の職務代理者に任命された。当初、森川の療養期間は3月31日までの予定だったが、復帰の目途が立たないため、5月8日に森川の親族が、森川の辞職願を愛川町議会議長に提出し、5月31日付で愛川町長を退任した。同年6月19日午後0時34分、卵巣癌のため神奈川県愛甲郡愛川町中津の自宅で死去、62歳没。死没日をもって旭日単光章追贈。
森川の辞職に伴い実施された愛川町長選挙では、森川の要請により退任した元副町長の小野沢豊が初当選した。